# Oxyethira santiagensis
Oxyethira santiagensis är en nattsländeart som beskrevs av Oliver S. Flint Jr. 1982. Oxyethira santiagensis ingår i släktet Oxyethira och familjen smånattsländor. Inga underarter finns listade i Catalogue of Life.